# Ludwig Paischer
Ludwig Paischer (Oberndorf bei Salzburg, 28 de noviembre de 1981) es un deportista austríaco que compitió en judo.
Participó en cuatro Juegos Olímpicos, entre los años 2004 y 2016, obteniendo una medalla de plata en Pekín 2008, en la categoría de –60 kg.
Ganó dos medallas en el Campeonato Mundial de Judo, plata en 2005 y bronce en 2007, y siete medallas en el Campeonato Europeo de Judo entre los años 2003 y 2010.

## Palmarés internacional
| Juegos Olímpicos   | Juegos Olímpicos        | Juegos Olímpicos  | Juegos Olímpicos |
| Año                | Lugar                   | Medalla           | Categoría        |
| ------------------ | ----------------------- | ----------------- | ---------------- |
| 2008               | Pekín (China)           | Medalla de plata  | –60 kg           |
| Campeonato Mundial |                         |                   |                  |
| Año                | Lugar                   | Medalla           | Categoría        |
| 2005               | El Cairo (Egipto)       | Medalla de plata  | –60 kg           |
| 2007               | Río de Janeiro (Brasil) | Medalla de bronce | –60 kg           |
| Campeonato Europeo |                         |                   |                  |
| Año                | Lugar                   | Medalla           | Categoría        |
| 2003               | Düsseldorf (Alemania)   | Medalla de bronce | –60 kg           |
| 2004               | Bucarest (Rumania)      | Medalla de oro    | –60 kg           |
| 2005               | Róterdam (Países Bajos) | Medalla de plata  | –60 kg           |
| 2006               | Tampere (Finlandia)     | Medalla de bronce | –60 kg           |
| 2008               | Lisboa (Portugal)       | Medalla de oro    | –60 kg           |
| 2009               | Tiflis (Georgia)        | Medalla de bronce | –60 kg           |
| 2010               | Viena (Austria)         | Medalla de plata  | –60 kg           |